# Elecció papal de 1124
L'elecció papal de 1124 es convocà per elegir el successor de Calixte II, mort el 12 de desembre de 1124, i acabà amb l'elecció del papa Honori II.

## Context
Del papat de Calixt II, el fet més destacat és l'acord amb l'emperador Enric V pel que fa a la lluita de les investidures. Aquest compromís està inclòs en el Concordat de Worms signat 23 de setembre de 1122. El 1123, Calixte II va convocar el Primer concili del Laterà a la basílica de Sant Joan del Laterà de Roma, amb gairebé tres-cents bisbes i sis-cents abats de tot Europa. S'hi va, entre d'altres, ratificar el Concordat de Worms. No obstant això, la lluita contra el control secular de l'Església pren altres formes, però no desapareix. Calixte II mor a Roma a l'edat de 74 anys, després de cinc anys de pontificat. Està enterrat a la basílica de Sant Joan del Laterà.

## Cardenals electors
La informació que es coneix a través d'Onuphrio Panvinio, director de la biblioteca del Vaticà a la meitat del segle xvi que el tenir accés als documents originals, i el 1557 va escriure el seu llibre Epitome Pontificum Romanorum. Hi afirma que hi havia cinquanta-tres cardenals que van participar en l'elecció de Honori II. Aquesta llista és en realitat una llista dels cardenals vius al desembre de 1124.

## Resultat
Tots els cardenals havien acordat que durien a terme l'elecció el tercer dia després de la mort del papa Calixt II, és a dir, el 15 o 16 del mes de desembre, d'acord amb la data que tocava tenint en compte el dia de la mort de Calixt II. El 15 de desembre de 1124, els cardenals presents a Roma, la llista exacta n'és desconeguda, es reuneixen per elegir el papa. Els esdeveniments són narrats per Pandulphus de Pisa, al seu llibre Vita Honorii Papae II.
Els cardenals van elegir per unanimitat un dels seus, el cardenal prevere Teobaldo Boccapecora, amic de la poderosa família romana Pierleoni. Va prendre el nom de Celestí II. Era ja vell i el van elegir després del fracàs d'un candidat de compromís entre diversos partits rivals. L'endemà, però, quan va assistir a un Te Deum en presència de cardenals, fou atacat i agredit pels homes de la família Frangipani, un altre poderós clan romà.
Lamberto Scannabecchi, cardenal d'Ostia des del 1117, nomenat cardenal pel papa Pasqual II i proper dels papes Gelasi II i Calixt II, fou proclamat a continuació papa amb el nom d'Honori II pels agitadors. Era conegut per haver estat enviat a l'emperador Enric V del Sacre Imperi Romanogermànic el 1119 per obtenir un acord sobre la Controvèrsia de les Investidures, acord que va acabar amb el Concordat de Worms.
Ferit i commocionat Celestí després va renunciar al tron papal. El destí posterior de Celestí es desconeix. Seguidament fou elegit papa Honori II el 21 de desembre de 1124 i coronat el mateix dia.